# 아른 폰 잘츠부르크

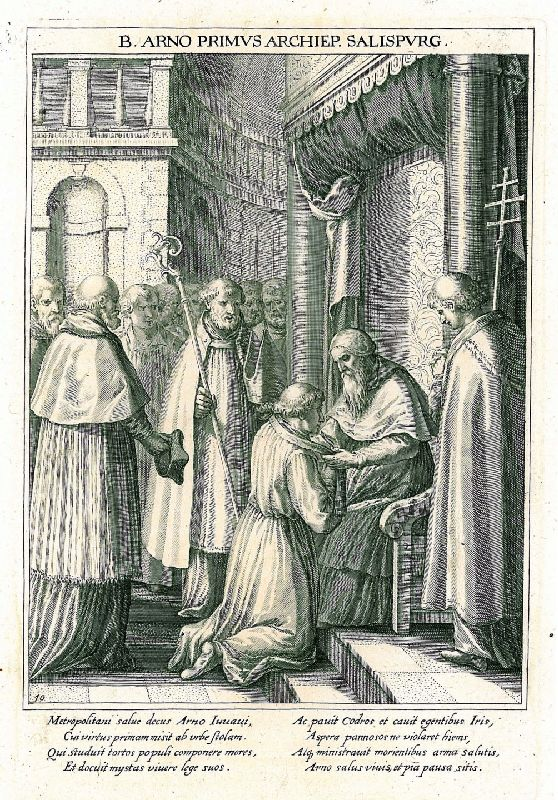
레오 3세에게 견대를 받는 아른 대주교.

아른 폰 잘츠부르크(독일어: Arn von Salzburg: 750년경-821년)는 최초의 잘츠부르크 대주교다. 카롤링거 르네상스인이다.
어려서부터 성직자가 되어 바이엔슈테판 수도원에서 얼마간 지내다가 엘논 수도원 또는 젠트아만트 수도원 수도원장이 되었다.
785년 잘츠부르크 주교가 되었고, 787년 바이에른 공작 타실로 3세의 사절에 포함되어 로마에서 카롤루스 1세 마그누스를 알현했다. 798년 아른은 대주교가 되었고 바이에른 관구장주교로서 교황 레오 3세에게 견대를 받았다.
카롤루스 1세가 아바르족에 대한 정복사업을 하면서 동쪽 국경으로 영토가 넓어짐에 따라 아른의 관할영역도 늘어났다. 이로 인해 위세가 높아진 아른 대주교는 바이에른 정계의 주요인물이 되었다. 아른은 바이에른에서 순찰사의 역할을 하면서 때로는 카롤루스 1세의 궁정에 올라가 지냈다. 카롤루스 1세의 유언장 서명인들 중 한 명으로 연서하기도 했다. 아른은 잘츠부르크에 도서관을 세우고 교회회의를 열어 바이에른의 사목환경 개선을 위해 노력했다.
814년, 뒷배였던 카롤루스 1세가 붕어하자 아른은 그전보다 확연히 활동이 줄어들었다. 하지만 대주교직은 계속 유지하여 821년 1월 24일 선종할 때까지 그 직을 유지했다. 788년경에는 베네딕트라는 부제의 도움을 받아 바이에른의 교회령 토지에 대한 목록을 작성했다.
잘츠부르크 식례집을 비롯한 많은 저술들이 아른의 비호하에 생산되었다. 빌헬름 폰 기제브레히트는 아른이 『프랑크인 열왕편년사』의 저자라고 주장했는데, 그것이 사실이라면 아른은 독일어를 "독일어(라틴어: theodisca 테오디스카[*])"라고 부른 최초의 인물이 된다.

## 같이 보기
- 카롤링거 르네상스

## 참고 자료
- 본 문서에는 현재 퍼블릭 도메인에 속한 브리태니커 백과사전 제11판의 내용을 기초로 작성된 내용이 포함되어 있습니다.